# Jim Guy Tucker
James "Jim" Guy Tucker, född 13 juni 1943 i Oklahoma City, Oklahoma, död 13 februari 2025 i Little Rock, Arkansas, var en amerikansk demokratisk politiker. Han var Arkansas justitieminister 1973–1977 och guvernör 1992–1996.
Tucker avlade 1963 sin grundexamen vid Harvard University. Han arbetade sedan som krigskorrespondent i Sydvietnam. Intervjuboken Arkansas Men At War bygger på Tuckers intervjuer med trupper från Arkansas i Vietnamkriget. Han avlade 1968 juristexamen vid University of Arkansas och arbetade därefter på advokatbyrån Rose Law Firm i Little Rock.
Tucker efterträdde 1973 Ray Thornton som Arkansas justitieminister och efterträddes 1977 av Bill Clinton. Tucker representerade Arkansas 2:a distrikt i USA:s representanthus 1977–1979. Därefter kandiderade han till USA:s senat men förlorade i demokraternas primärval mot David Pryor. Tucker förlorade sedan demokraternas primärval inför 1982 års guvernörsval i Arkansas mot Bill Clinton.
Tucker var viceguvernör i Arkansas 1991–1992 under Clinton. Han hade ursprungligen tänkt utmana Clinton i guvernörsvalet men bestämde sig för att sikta på viceguvernörsposten i stället. Från den positionen kunde han sedan tillträda som guvernör efter att Bill Clinton avgick på grund av att han hade vunnit presidentvalet i USA 1992.
Tucker vann 1994 års guvernörsval i Arkansas mot republikanen Sheffield Nelson. Han avgick två år senare på grund av Whitewateraffären och efterträddes av republikanen Mike Huckabee. Tucker dömdes till ett villkorligt fängelsestraff där hans hälsoproblem påverkade domslutet så att han fick ett lindrigare straff. Han fick 1997 en levertransplantation.